# Arcellinida
Arcellinida – największa grupa ameb skorupkowatych, należąca do supergrupy Amoebozoa (w klasyfikacji Cavaliera-Smitha. Należy tu ok. 1100 gatunków. Według Cavalier-Smitha do Arcellinida należy tutaj 18 rodzajów m.in.:
- Arcellina Haeckel 1894

- Difflugina Meisterfeld 2002
- Phryganellina Bovee 1985
- Nolandella Page 1980
- rodzaje o niepewnej przynależności
  - Geamphorella, Oopyxis, Pseudawerintzewia, Pseudonebela

Wszystkie Arcellinida są wolno żyjące, poruszają się i odżywiają za pomocą lobopodiów. Najmniejsze okazy mierzą około 10 µm długości, podczas gdy okazy największe dochodzą do 450 µm. Ich skorupki zbudowane są w rozmaity sposób, dzięki czemu zróżnicowanie występujących form jest bardzo duże. Występują we wszystkich zbiornikach wody słodkiej, łącznie z osadami, mchami oraz glebami. Każde środowisko jest reprezentowane przez specyficzną formę. Stanowią one ważne składniki wodnych oraz lądowych ekosystemów, głównie za sprawą spożywania bakterii, grzybów, oraz różnych gatunków glonów. 

## Budowa skorupki
Istnieją trzy główne typy skorupek. 
1. Skorupki białkowe (zbudowane z materii organicznej) 
2. Skorupki powstałe ze zlepionych ze sobą obiektów pobranych ze środowiska ("aglutynacyjne") 
3. Skorupki zbudowane z materii nieorganicznej łączonej przez komórkę
Większość gatunków posiada skorupki aglutynacyjne, które tworzone są przez zewnętrzne materiały, takie jak drobne ziarenka piasku lub puste skorupki okrzemków, łączone w organiczną całość, która może przybierać różne kształty, np. podobne do zachodzących na siebie płytek, tworzących wspólny pancerz. 

## Budowa komórki
W przypadku wielu gatunków niewiele wiadomo na temat wewnętrznej budowy, ze względu na skorupkę uniemożliwiającą wgląd wewnątrz ameb. W większości przypadków przednia część, usytuowana bliżej otworu jest nieco mniej gęsta niż część tylna, w której znajduje jądro komórkowe (zazwyczaj jedno, rzadziej dwa). 
Pseudopodia zazwyczaj ciężko zaobserwować. Z ich pomocą ameba porusza się oraz zdobywa pożywienie. 

## Fotosynteza
Niektóre z gatunków posiadają wewnątrz swojej komórki symbiotyczne glony, dzięki którym wykazują częściowy autotrofizm. Te występują głównie w warstwie mokrych mszaków torfowiskowych. Ze względu na brak odpowiedniego nasłonecznienia nie występują w warstwach dna oraz osadów jeziornych.

## Rozmnażanie
Arcellinida rozmnażają się bezpłciowo, przez podział komórki. Jako pierwsza powstaje komórka organizmu potomnego. W zależności od rodzaju skorupki, organiczne elementy budowlane lub cząstki mineralne są rozmieszczone wokół przedłużenia cytoplazmatycznego funkcjonującego jako szablon.